# Phryganistria virgea
Phryganistria virgea är en insektsart som först beskrevs av John Obadiah Westwood 1848.  Phryganistria virgea ingår i släktet Phryganistria och familjen Phasmatidae. Inga underarter finns listade i Catalogue of Life.